# Francis Mackenzie (2e comte de Cromartie)
Pour les articles homonymes, voir Francis Mackenzie et Mackenzie.
Francis Mackenzie, 2e comte de Cromartie (né Francis Sutherland-Leveson-Gower) (3 août 1852 - 24 novembre 1893) est un pair britannique.

## Jeunesse
Francis est né le 3 août 1852, troisième fils de George Sutherland-Leveson-Gower (3e duc de Sutherland) et d'Anne, duchesse de Sutherland. Son frère aîné survivant est Cromartie Sutherland-Leveson-Gower (4e duc de Sutherland). Il a deux sœurs, Florence Sutherland-Leveson-Gower (l'épouse d'Henry Chaplin (1er vicomte Chaplin)) et Alexandra Sutherland-Leveson-Gower, décédée célibataire en 1891.
Son père est le fils aîné de George Sutherland-Leveson-Gower (2e duc de Sutherland) et de Harriett Howard (la troisième fille de George Howard (6e comte de Carlisle) et de Georgiana Cavendish, fille aînée de William Cavendish (5e duc de Devonshire)). Sa mère est la fille unique de John Hay-Mackenzie de Newhall et Cromarty (le frère cadet de George Hay (7e marquis de Tweeddale)) et d'Anne Craig (la troisième fille de James Gibson-Craig, 1er baronnet). Elle est l'arrière-arrière-petite-fille de George Mackenzie (3e comte de Cromartie) (en) qui a participé au soulèvement jacobite de 1745 et est déclaré hors la loi en 1746).
À la mort de sa mère le 25 novembre 1888, il hérite des titres de 2e baron de Castlehaven, de Castlehaven, de 2e vicomte Tarbat, de Tarbat, de 2e baron Macleod de Castle Leod et de 2e comte de Cromartie le 25 novembre 1888.

## Vie privée
Le 2 août 1876, Lord Francis épouse Lillian Janet Bosville-Macdonald, la troisième fille survivante de Godfrey Bosville-Macdonald, 4e baron Macdonald et de Maria Anne Wyndham (fille et cohéritière de George Thomas Wyndham de Cromer Hall, Norfolk). Sa tante, Cecilia Wyndham, est l'épouse d'Alfred Paget (le sixième fils d'Henry Paget, 1er marquis d'Anglesey) Ensemble, ils ont deux filles : 
- Sibell Lilian Mackenzie, comtesse suo jure de Cromartie, qui épouse le lieutenant-colonel Edward Walter Blunt, le fils aîné du Major général Charles Harris Blunt d'Adderbury Manor (le petit-fils de Walter Blunt, un fils cadet d'Henry Blunt, 2e baronnet) et de Mary Augusta Tod (une fille du colonel James Tod, un officier de la British East India Company).
- Constance Mackenzie, qui épouse Edward Stewart-Richardson, 15e baronnet et est connue pour sa danse semi-vêtue pour les « sièges shilling » des théâtres en 1910 qui a suscité le mécontentement d'Édouard VII, qui considérait ce comportement inapproprié pour une femme noble, la conduisant à être exclue de la cour[5].

Lord Cromartie est décédé le 24 novembre 1893.